# خالدة بنت أبي لهب
خالدة بنت أبي لهب أو خالدة بنت عبد العزى صحابية، وابنة عم النبي محمد. أمها أم جميل بنت حرب بن أمية. تزوّجها عثمان بن أبي العاص بن بشر بن عبد بن دهمان الثّقفي فولدت له. قال الدارقطْنِيُّ في كتاب «الإخْوَةِ»: ولا رواية لها.